# Cornes
Cornes is een plaats (freguesia) in de Portugese gemeente Vila Nova de Cerveira en telt 481 inwoners (2001).

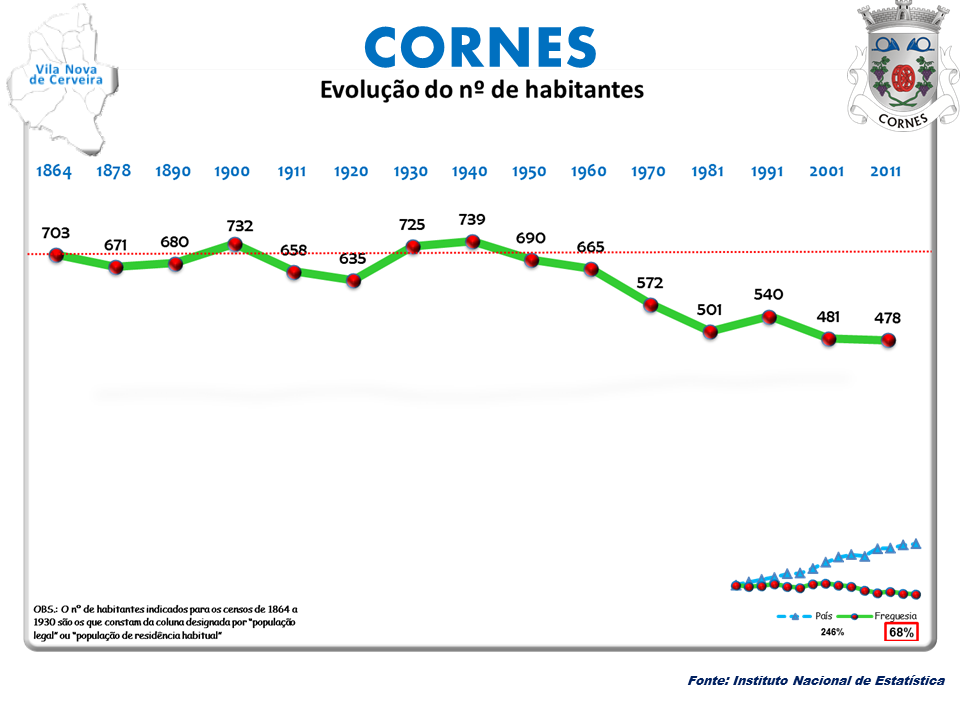
Bevolkingsontwikkeling tussen 1864 en 2011